# Bland (Missouri)
Pour les articles homonymes, voir Bland.
La ville de Bland est située dans les comtés de Gasconade et d’Osage, dans l’État du Missouri, aux États-Unis. Lors du recensement de 2010, sa population s’élevait à 539 habitants.

## Source
- (en) Cet article est partiellement ou en totalité issu de l’article de Wikipédia en anglais intitulé « Bland, Missouri » (voir la liste des auteurs).